# Cervus elaphus corsicanus
Il  cervo sardo (Cervus elaphus corsicanus Erxleben, 1777) o cervo corso è una sottospecie endemica sardo-corsa del cervo europeo (Cervus elaphus), un mammifero ruminante dell'ordine degli Artiodattili. Il nome scientifico richiama la sua prima osservazione in Corsica, ma l'animale si è estinto nell'isola attorno alla metà degli anni sessanta, per esservi poi reintrodotto solo dal 1985 (dapprima in recinti e dal 1998 in natura). Attualmente il cervo sardo-corso è fuori pericolo e in espansione, sia numerica che territoriale, in entrambe le isole.

## Origine
L'origine del cervo sardo-corso ha rappresentato a lungo un mistero, e per spiegare la sua presenza nelle isole erano state formulate due teorie principali:
- La prima sosteneva che dei cervi di provenienza italica, nel periodo di massima regressione marina avvenuta durante l'ultimo periodo glaciale, avessero raggiunto autonomamente le due isole (all'epoca unite fra loro) attraversando uno stretto e poco profondo tratto di mare che le separava dalla penisola.[1] Tuttavia la presenza della specie nel record fossile e sub-fossile non è stata mai accertata durante il Pleistocene, quando l'isola era invece popolata dall'endemico Praemegaceros cazioti, estintosi all'inizio del Neolitico.
- La seconda sosteneva che l'origine del cervo sardo fosse da considerarsi artificiale, a seguito di un'introduzione da parte dell'uomo verificatasi alla fine dell'età del bronzo, presumibilmente ad opera dei fenici e con cervi provenienti dal Nord Africa (C. e. barbarus), come avvenuto per altri mammiferi come il daino, il gatto selvatico africano e la lepre africana. La sua importazione si sarebbe giustificata per la presunta utilità che l'animale avrebbe potuto recare all'uomo, in particolare nell'ambito sacro-rituale[2], oppure come specie venatoria. Una volta diffuso su tutto il territorio sardo, da lì sarebbe poi stato introdotto anche in Corsica. Tuttavia gli studi archeozoologici hanno individuato resti di Cervus elaphus sull'isola già in età neolitica, ben prima dell'Età del Bronzo.[3]

### Le nuove scoperte
Recenti studi hanno comparato il DNA appartenente ai cervi sardo-corsi (sia attuali che risalenti al Neolitico) con quello dei resti di cervi presenti in Italia centro-meridionale all'inizio dell'Olocene, prima che venissero estirpati dall'uomo e sostituiti con cervi provenienti dall'Europa transalpina. I risultati rivelano che i cervi sardi discendono direttamente dalle popolazioni native dell'Italia peninsulare a seguito di introduzione umana, e ad oggi costituiscono gli unici superstiti del popolamento originario italiano insieme ai cervi del bosco della Mesola. A partire dalla Sardegna sarebbero poi stati introdotti anche in Corsica e in Nordafrica, dove avrebbero originato le popolazioni ascritte a C. elaphus barbarus, e non il contrario, come è stato ritenuto in passato.

## Descrizione

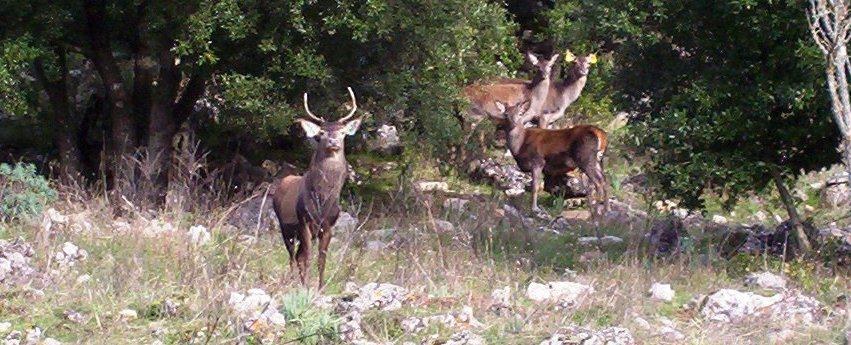
Branco di cervi nel Tacco di Ulassai

Si tratta della varietà sardo-corsa del cervo rosso europeo (Cervus elaphus elaphus Linnaeus), è leggermente più piccolo e più snello di questo. Lungo circa 2,50 metri compresa la coda, gli esemplari maschi raggiungono un'altezza al garrese attorno ai 100 cm ed un peso massimo di 130 kg. Le femmine, invece, hanno un peso compreso fra 70 e 80 kg. Il cervo sardo corso rappresenta il più grande animale presente in Sardegna ed in Corsica.
Presenta la testa di medie dimensioni; il muso è allungato, tronco all'apice; gli occhi sono grandi; ha le orecchie ovali molto grandi e dritte; il collo si presenta grosso e lungo; il tronco robusto; gli arti, lunghi e snelli, sono muniti di due grosse dita provviste di robusti zoccoli (altre due dita laterali rimangono in stato rudimentale); la coda è corta e grossa; la sua pelliccia presenta peli abbastanza lunghi e spessi con un manto bruno scuro e parti inferiori più chiare; caratteristico è il cosiddetto disco codale, zona bianca nella parte posteriore delle cosce.
Il maschio ha palchi (impropriamente chiamati corna) caduchi, sottili e ramificati, fissati sull'osso frontale: i palchi vengono rinnovati ogni anno e nei primi anni di vita cadono e rispuntano con un ramo in più.
La femmina è completamente sprovvista di palchi e presenta mammelle in numero di 4.

## Biologia
Rispetto al cervo europeo il ciclo riproduttivo risulta anticipato di circa un mese, con il bramito (decisamente più cupo rispetto alla specie continentale) che presenta il picco nella prima metà di settembre. La gravidanza dura 33-34 settimane. I piccoli (in genere uno, più raramente due) nascono tra maggio e giugno.

## Distribuzione e habitat

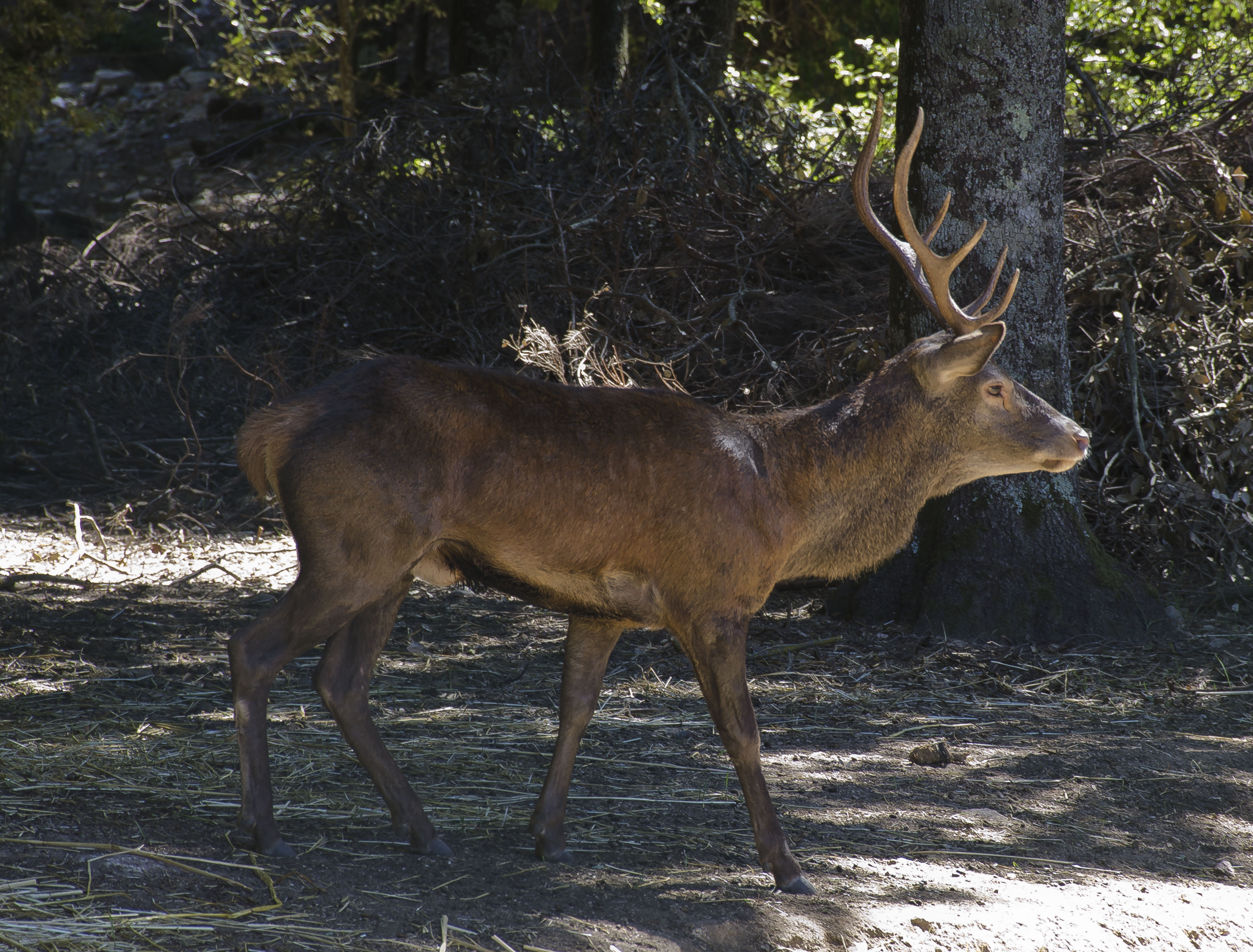
Cervo sardo nel Parco dei Sette Fratelli - Monte Genis

Predilige le fitte foreste di macchia mediterranea alta e la boscaglia. Gli areali di diffusione sono ancora limitati e localizzati a specifiche aree, seppure in costante espansione, grazie a mirate reintroduzioni.

## Conservazione
La popolazione attuale (stima inizio 2018) è di oltre 13.000 esemplari fra Sardegna e Corsica,non tendenza all' incremento numerico e all' espansione territoriale.
Anche fino al XIX secolo la popolazione di cervo sardo corso viene descritta come "comune e abbondante" in entrambe le isole. Tuttavia, fra la fine dell'Ottocento e soprattutto i primi decenni del Novecento, in concomitanza con la forte deforestazione permessa dalla prima legge forestale italiana (L. 3917/1877),  la frammentazione dell'habitat, l'aumento del numero degli incendi, l'intensificarsi della caccia e la conflittualità nell'utilizzo delle risorse naturali con l'agricoltura e l'allevamento, il cervo ha visto ridursi notevolmente sia la propria densità distributiva, sia il proprio areale, fino ad essere confinato all'inizio degli anni Cinquanta in sole tre aree, l'Arburese, il Sulcis ed il Sarrabus.
Alla fine degli anni sessanta fu inserito nella Lista rossa IUCN con una popolazione stimata fra i 100 ed i 200 esemplari in Sardegna, mentre nel 1969 si estingueva completamente in Corsica (quando fra il 1967 ed il 1969 morirono gli ultimi 4 esemplari che vivevano nella riserva nazionale di caccia di Casabainda). La completa estinzione della specie in Corsica fece suonare un forte campanello di allarme in Sardegna. Negli anni settanta il primo censimento attendibile stimò una popolazione superstite di 90 maschi bramenti equivalenti a 250-300 esemplari. Questa popolazione era frazionata in due nuclei, dislocati nei monti del Sulcis e del Sarrabus, ai quali si aggiungevano pochi esemplari confinati nell'areale di Montevecchio – Costa Verde.

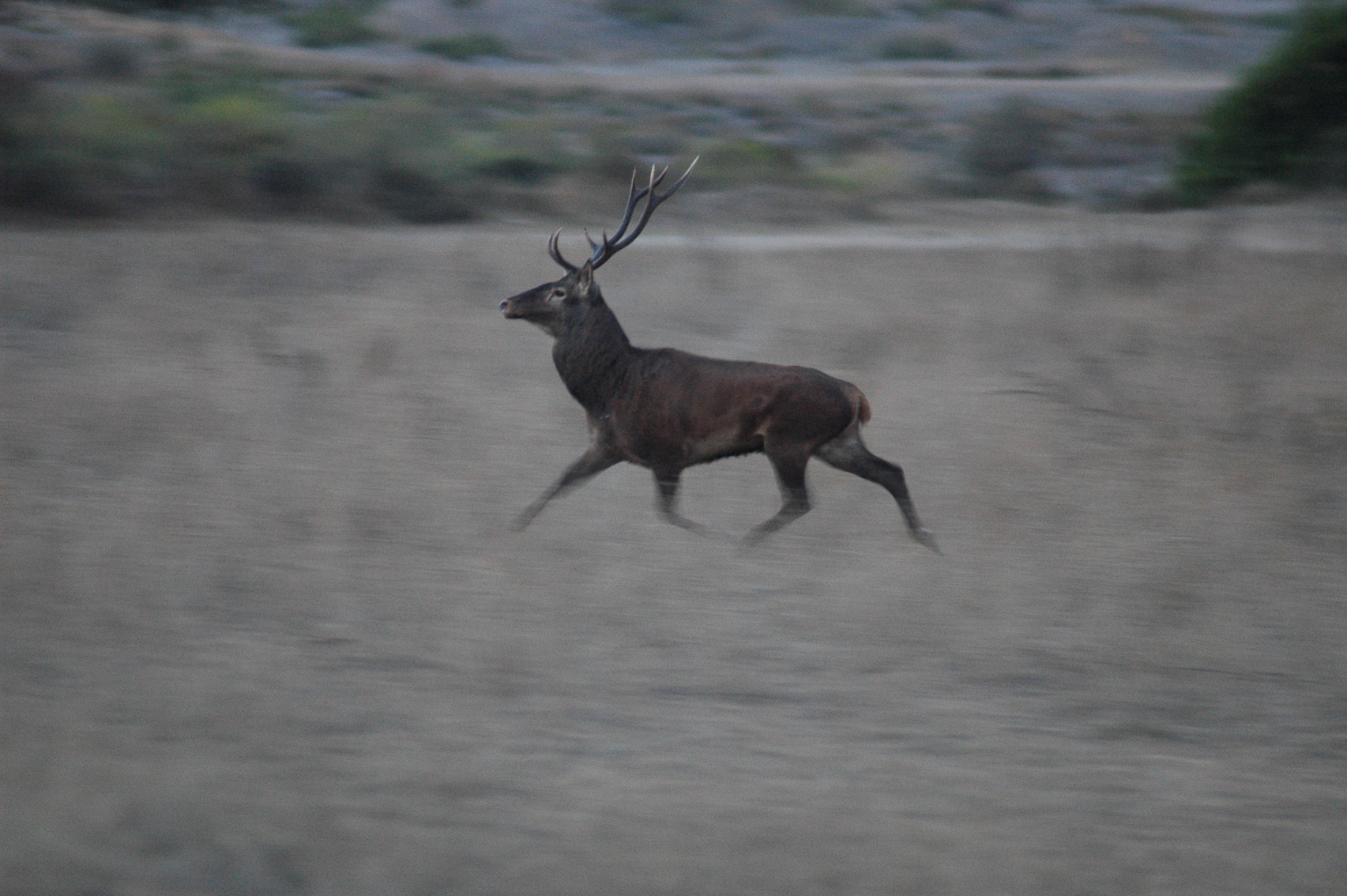
Esemplare di Cervo sardo nell'areale di Montevecchio – Costa Verde.

La salvaguardia dall'estinzione di questa specie ha la sua pietra miliare nella metà degli anni ottanta, con l'acquisizione della Riserva di Monte Arcosu da parte del WWF Italia.
L'opera di tutela dell'associazione, affiancata dall'attività di allevamento e ripopolamento attuata dall'ex Azienda Foreste Demaniali della Sardegna, ha permesso di allontanare lo stato d'emergenza consentendo l'incremento della popolazione nel territorio del Sulcis e la sua reintroduzione negli areali del Sarrabus e del Monte Linas e, recentemente (2003), nella stazione forestale del Monte Lerno e in Corsica (Quenza e Casabianda - dove i primi 4 esemplari furono trasferiti nel 1985).
Negli anni si sono susseguiti tentativi di ripopolamento di altre aree, in particolare nella Barbagia, e nel Gerrei. Nell'opera di salvaguardia sono stati coinvolti diversi organismi pubblici o privati. Alle azioni dell'Ente foreste della Sardegna, dell'Università di Cagliari, del WWF Italia si sono affiancati nel tempo gruppi di volontari e associazioni che operano in contesti locali.

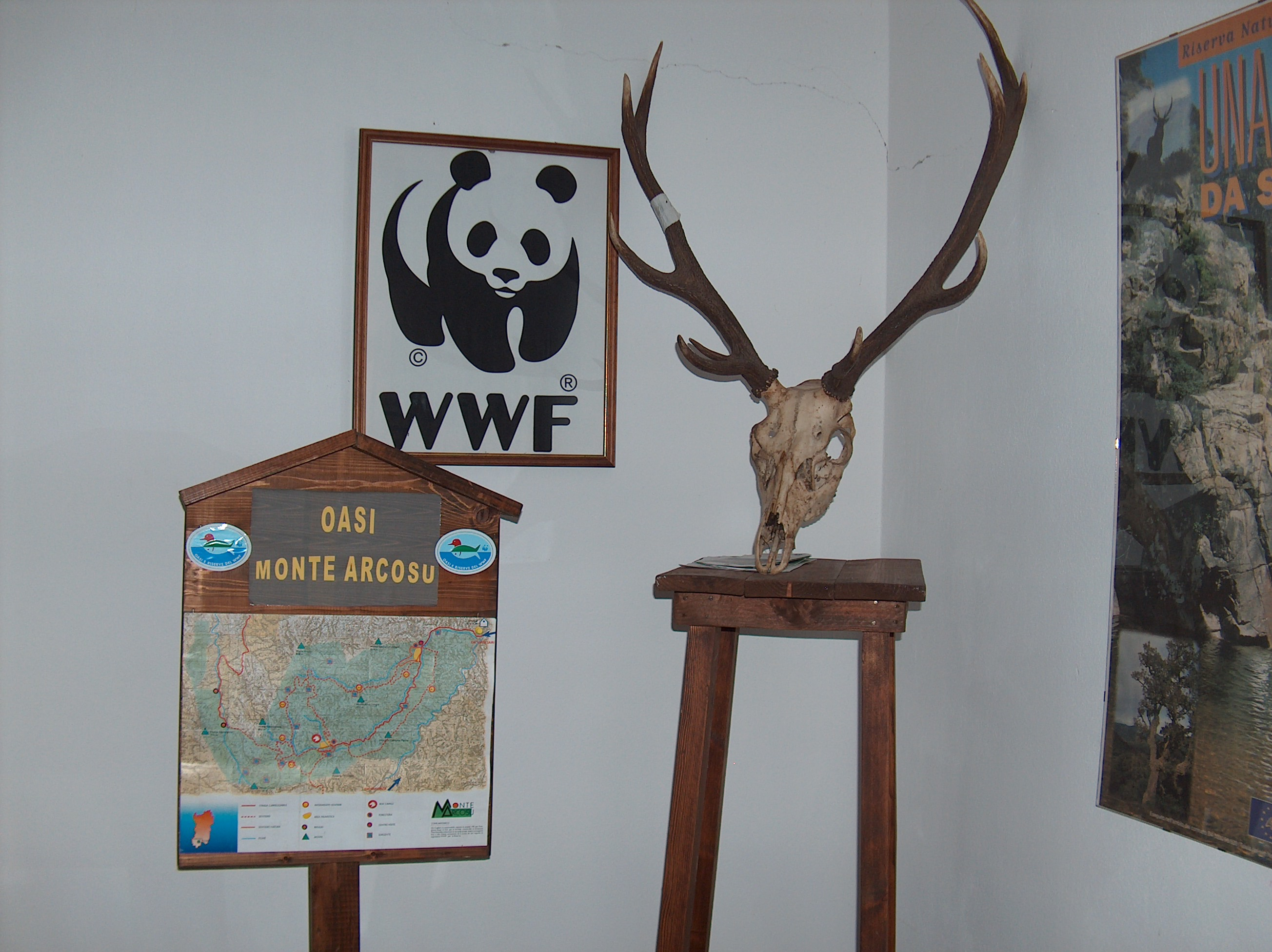
Corna e teschio di cervo sardo esposto nella foresteria della Riserva di Monte Arcosu.

Un censimento del 2005 stimava una popolazione di oltre 6.000 esemplari allo stato libero in Sardegna, distribuita in tre areali non contigui della parte meridionale dell'isola:
- Sulcis: quasi 2.600 esemplari, di cui 1.000 nella Riserva di Monte Arcosu e 1.500 nei territori contigui delle foreste demaniali di Gutturu Mannu, Monte Nieddu e Is Cannoneris.
- Sarrabus: oltre 2.000 esemplari.
- Areale di Montevecchio- Costa Verde e Monti dell'Iglesiente: quasi 1.500 esemplari, di cui 1.250 nell'areale di Montevecchio e i restanti nel Monte Linas.

A questi si aggiungevano circa 400 esemplari confinati nei recinti faunistici dell'Ente Foreste, fra cui Monte Lerno, Montarbu di Seui e nel Tacco di Ulassai, nonché la popolazione in Corsica, che si stimava essere di circa 150 esemplari.
Un censimento effettuato dalla Regione Sardegna nel 2014 ha stimato la presenza di 4.270 esemplari nelle sole foreste demaniali, in aumento numerico e in espansione territoriale. A tale popolazione va aggiunta quella presente in Sardegna fuori dalle foreste demaniali (non nota) e quella in Corsica, stimata nello stesso anno in almeno 1.000 esemplari, in rapido aumento.
Nel convegno finale del progetto Life finanziato dall'Unione europea, che si è svolto nel marzo 2018, sono state comunicate le stime della popolazione di cervo:
- almeno 10.635 esemplari in tutta la Sardegna;
- almeno 2.534 esemplari in tutta la Corsica;

per un totale pertanto di almeno 13.169 esemplari. Entrambe le popolazioni sono in incremento demografico e in espansione geografica.
Il cervo sardo-corso in Italia è fra le specie particolarmente protetta a livello nazionale (art. 2 L. 157/92) e regionale (art 5 L.R. 23/98). Anche in Francia è specie protetta. Inoltre è inserita nelle specie individuate dall'Allegato II della Direttiva Europea "Habitat" 92/43/CEE come specie prioritaria.
| Dinamica della popolazione del cervo sardo-corso |         |           |           |
| Anno                                             | Corsica | Sardegna  | Totale    |
| 1970                                             | 0       | 200 - 300 | 200 - 300 |
| 2005                                             | 150     | 6.400     | 6.550     |
| 2018                                             | 2.534   | 10.635    | 13.169    |